# Eulithis achatinata
Eulithis achatinata är en fjärilsart som beskrevs av Jacob Hübner 1793. Eulithis achatinata ingår i släktet Eulithis och familjen mätare. Inga underarter finns listade i Catalogue of Life.